# Увемијса
Увемијса (ест. Uuemõisa) село је на западу Естоније. Налази се у западном делу округа Ланема и административни је центар општине Ридала.
Према подацима са пописа становништва 2011. у селу је живело 1.025 становника.